# Phlebia canadensis
Phlebia canadensis är en svampart som beskrevs av W.B. Cooke 1956. Phlebia canadensis ingår i släktet Phlebia och familjen Meruliaceae.   Inga underarter finns listade i Catalogue of Life.